# Джон Генрі
Джон Генрі (англ. John Henry) — міфологічний народний герой США, темношкірий робітник-шляховик, який переміг у змаганні з паровим молотом, але загинув від виснаження. Історія битви Джона Генрі з машиною лягла в основу пісень і мультфільмів, згадується в оповіданнях і романах. Легенда зародилася в XIX столітті, в роки активного розвитку залізничних шляхів в США. Невідомо, чи існував справжній Джон Генрі і проводилося чи коли-небудь подібне змагання. У різних викладах він то представляється робочим по забиванню рейкових костилів, то вибиває породу при прокладанні тунелю.
Американський письменник Джон Олівер Кілленс присвятив йому роман «Людина — це всього лише людина: Пригоди Джона Генрі» (англ. A Man Is not Nothin 'But a Man: The Adventures of John Henry, 1975).